# オキナワ (強襲揚陸艦)
オキナワ(USS Okinawa, LPH-3)は、アメリカ海軍の強襲揚陸艦。イオー・ジマ級強襲揚陸艦の2番艦。艦名は沖縄戦に因む。

## 艦歴
オキナワは1960年4月1日（アイスバーグ作戦15周年記念日）にペンシルベニア州フィラデルフィアのフィラデルフィア海軍造船所で起工する。1961年8月19日に連邦上院議員ジョン・マクレランの夫人によって命名、進水し、1962年4月14日に艦長ウィリアム・E・レモス大佐の指揮下就役した。
就役後の海上公試後、オキナワは1962年6月20日にフィラデルフィアを出航し母港のバージニア州ノーフォークに向かい、1ヶ月間にわたって艤装を行う。6週間の整調巡航をキューバのグアンタナモ湾で行い、ノーフォークで1ヶ月を過ごした後オキナワは10月15日に最初の演習をカリブ海で行う。間もなくキューバ危機が発生し、オキナワはキューバ海域での封鎖に参加、12月3日にノーフォークに帰還した。
1963年前半はフィラデルフィアおよびノーフォーク海軍造船所で信頼性試験を行い、続いてカリブ海、ノーフォーク沖で公試を行った。7月9日にオキナワはカリブ海に初めて公式に展開した。ノーフォークに10月1日に帰還し、翌年の初めまで留まる。1964年6月には世界博覧会のためロードアイランド州ニューポートからニューヨークに巡航した。10月7日にオキナワはスペイン沖で行われる揚陸演習、スティール・パイク I 作戦に参加するため、初のヨーロッパ海域への巡航を行う。フランスおよびイギリスのプリマスへ親善訪問を行った後、オキナワは11月末にノーフォークに帰還した。
1965年4月、プエルトリコでの演習参加中にオキナワは内戦の発生したドミニカ共和国の沖合に派遣され、医療救援船としての役割を果たす。その後配備が終了するとノーフォーク経由でフィラデルフィアに向かいオーバーホールに入る。翌年4月にノーフォークに帰還し、6月13日に3度目のカリブ海配備が行われた。オキナワは1967年1月24日に太平洋艦隊に配属され、新たな母港のサンディエゴには2月8日に到着した。
3月10日に最初のベトナム配備に向けて出航し、沖縄から台湾に向けて航行中の4月13日にオキナワは緊急指令を受ける。翌日尖閣諸島の近海で座礁したパナマ船籍の貨物船シルバーピークの乗組員38名を救助した。ベトナム水域でオキナワは共産ゲリラに対してヘリコプターによる攻撃を行う海兵隊部隊の移動基地としての役割を果たした。オキナワは12月5日にサンディエゴに帰還した。
1968年4月4日、集中して行われた特別訓練期間後、オキナワはアポロ6号の無人カプセルをハワイ諸島のカウアイ島北方380マイルの海域で回収した。更なる訓練維持の後、1968年11月2日から2度目の太平洋配備が行われ、1969年6月26日にサンディエゴに帰還した。
1971年8月7日にはアポロ15号のカプセル回収任務を行った。
オキナワは1992年12月17日に退役し、同日除籍された。その後はアメリカ合衆国運輸省海事局国防予備船隊へ転籍しカリフォルニア州サスーン湾の係留地で保管された。
オキナワは2002年6月6日に太平洋潜水艦隊の演習、SINKEX で標的艦として南カリフォルニアの沖合、北緯031度27分 西経119度42分 / 北緯31.450度 西経119.700度、水深3,700mの海域に海没処分となった。オキナワは何発かのAGM-65 マーベリック、ハープーン、多目的爆弾の直撃後、ポーツマス(USS Portsmouth, SSN-707)の放ったMk 48魚雷によって沈められた。